# Philippe Petitcolin
Philippe Petitcolin (Saint-Mihiel, 1952) è un imprenditore francese.
È un uomo d'affari francese e amministratore delegato di Safran da aprile 2015 a dicembre 2020.
Petitcolin è nato nel 1952. Ha conseguito una laurea in matematica, seguita da un Executive MBA presso l'HEC Paris.
È stato nominato CEO di Safran nell'aprile 2015 e ha lasciato l'incarico alla fine del 2020.
Dall'aprile 2015 è vicepresidente della c (ASD) (Belgio).